# エディアカラ生物群

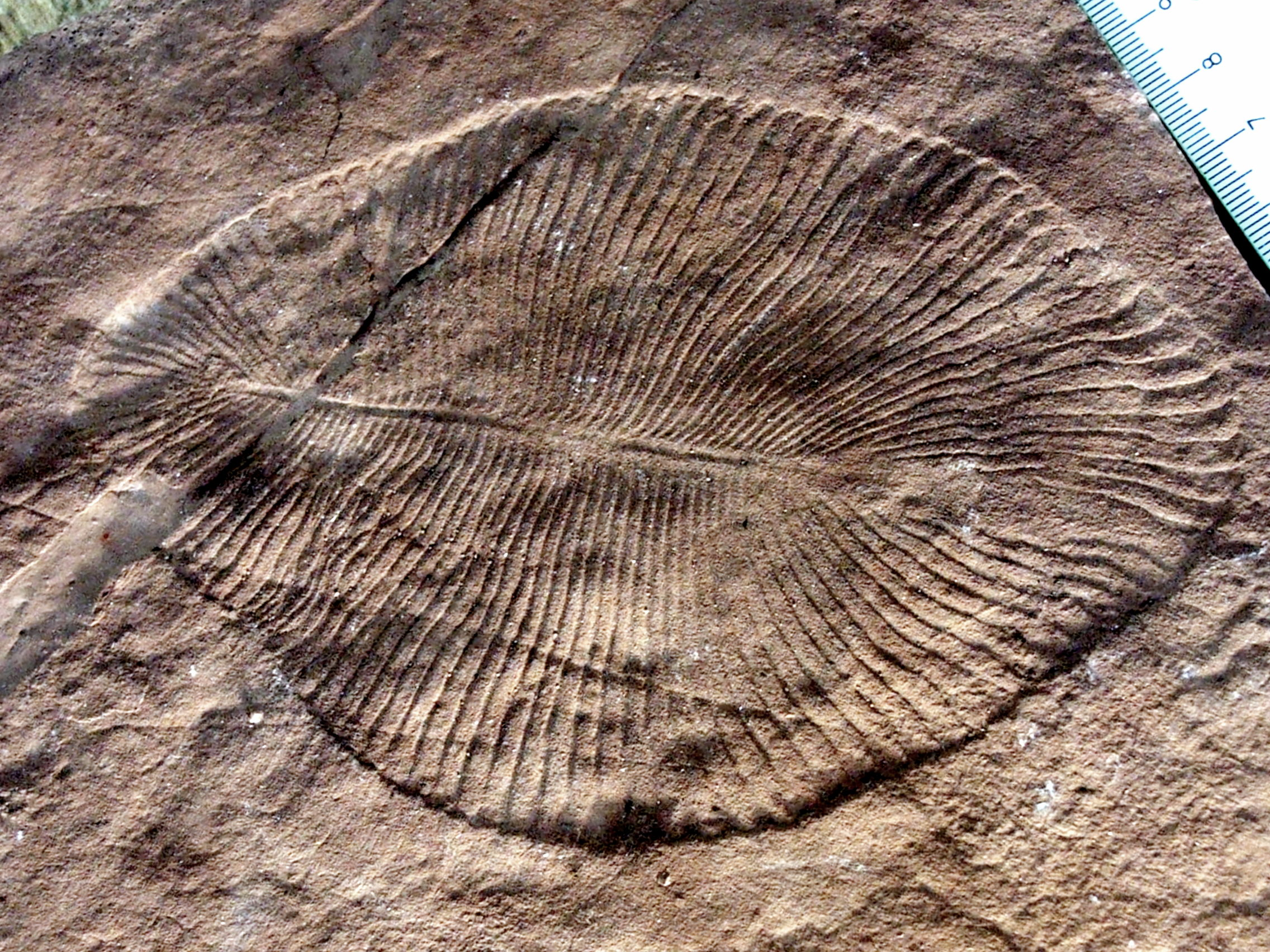
ディッキンソニア

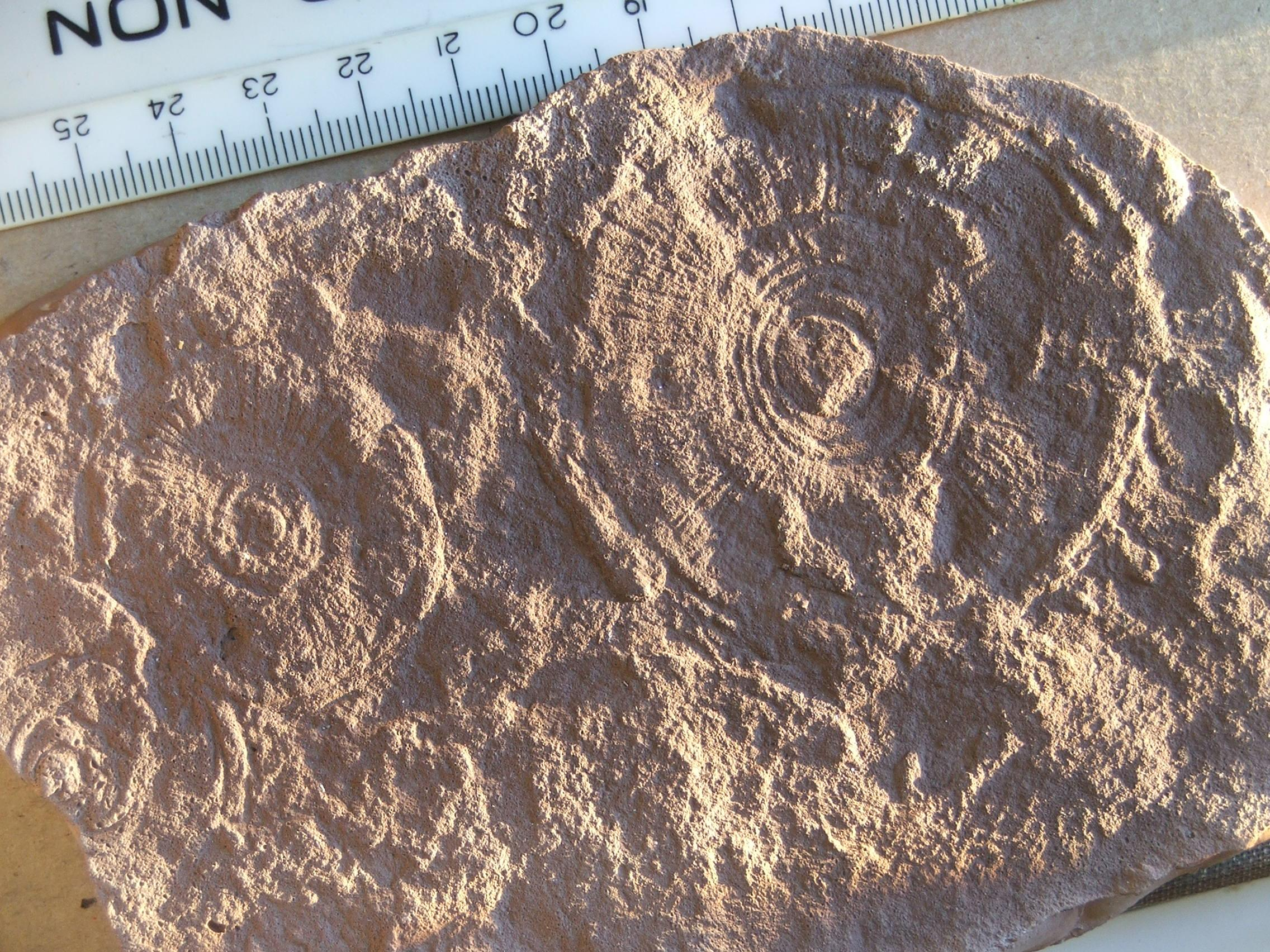
シクロメデューサ

エディアカラ生物群（エディアカラせいぶつぐん、Ediacara fauna）またはエディアカラ動物群（エディアカラどうぶつぐん）または、エディアカラ化石群（エディアカラかせきぐん）は、オーストラリア、アデレードの北方にあるエディアカラの丘陵で大量に発見される生物の化石群を指す。1947年にオーストラリアの地質学者レッグ・スプリッグにより発見された。肉眼で確認できる生物化石が多量に出るものとしてはもっとも古い時代のものであり、先カンブリア時代の生物相を示すものとして数少ないものである。海藻やクラゲのような生物がたくさんいたと考えられている。

## 概要
エディアカラ生物群は、約6億 - 5億5千万年前の先カンブリア時代の生物の化石と推定されている。同様の化石はカナダのニューファンドランド島やロシアの白海沿岸などでも発見されている。多くの動物とされる生物化石が出るが、いずれも殻や骨格がなく、柔組織だけで出来ている。
本来、硬い骨格をもたない生物は、化石として保存されることが稀であるが、エディアカラ生物群ではこのような生物が数多く見られる。これは泥流などによって、海底に生息していた生物が一瞬にして土砂中に封じ込められたためと考えられている。また、柔らかなマット状になった微生物の集合体の上を大きな生物が移動した痕跡らしきものも確認されている。
この生物群には、クラゲ状の「ネミアナ」、楕円形をしたパンケーキ状の「ディッキンソニア」をはじめ、直径数十cmにもおよぶ多種多様な軟体性の生物が見られ、地球最古の多細胞生物ではないかと考えられている。多様なものが見られるが、一つの特徴はそれらがかなり大きいことで、カンブリア紀の化石群であるバージェス動物群や澄江動物群の構成種の多くが数cm程度であるのに比べて、全体に大きい。また、そのいずれもがごく薄い体をしていたと考えられている。

## 研究史
上記のように、この生物群の発見はスプリッグによるが、それまで全く知られなかったわけではない。この地域にはアデレード累層群といわれる先カンブリア時代からカンブリア紀にわたる地層があり、アデレード大学を中心とする研究が行われていた。1922年には同大学のエッジウォース・デービッドがこれに類する化石を発見した。彼は同大学のティラードと共同で調査を行い、さらに多くの化石を発見した。しかし彼らはそれらをカンブリア紀のものと判断していた。これらの発見は、当時同大学の学生であったスプリッグ(Reginald C. Sprigg)の興味を呼び、1946年、彼は友人とともにアデレードの北約300キロメートル付近、エディアカラ丘陵(Ediacara Hill)へ化石採集に出かけ、いくつかの化石（軟体動物とみられる生物の印象）を発見した。このとき、彼は自分の発見した化石の地層が、古杯類（古生代の示準化石）の出る地層の下であると判断し、それらの化石が先カンブリア時代後期のものであり、「最古の化石」との信念を持った。
ただし当初は周囲や指導側の理解がなく、彼の判断は認められなかったが、彼の信念は変わらず、卒業後も地質調査の仕事の傍らこの化石群の研究を続け、1947年に最初の論文を公表、これを機にこの化石産出地は保護区に指定された。1959年にはこれを先カンブリア時代のものとする論文が国際誌で認められ、広く注目を得ることとなった。
後に同時期の類似の化石は世界のあちこちで発見されるようになり、現在では20カ所以上が知られている。中にはアフリカのナミビアのように、それ以前に発見されていたことが判明した例もある。
2020年になり、エディアカラ生物群の生態を流体力学から探ろうとする研究が発表された。

## 分類上の位置づけ
これらの生物が、現在の生物の分類に対してどのような位置付けにあるのかは良く分かっていない。最古の多細胞動物と考えられている。発見者であるスプリッグを含むオーストラリアの研究者は、それらを現在見られる動物群の最も古い祖先と見なして分類した。他方で進化の形成過程の中で途絶えてしまった側枝であり、それ以降の生物とは全く関係が無いかもしれないという見方もある。その極端な例では、アドルフ・ザイラッハー は、動物界や植物界などとは独立した「ヴェンド生物界」という分類階級をエディアカラ生物群に与えることを提唱した。後にザイラッハー自身が「ヴェンド生物界」は取り下げた。
2000年代後半にはエディアカラ生物群に属するいくつかの生物は、従来カンブリア紀に入ってから突然出現したと考えられていた動物群の直接の祖先であるとされるようになってきている。
エディアカラ生物群は、地球全体が氷に覆われていた時期（スノーボールアース）の直後に出現し、その大部分がカンブリア紀の始まる前に絶滅した。
バージェス動物群に見られるアノマロカリスやオパビニアなどの大型捕食動物の出現とともに、カンブリア爆発の際には堅い外骨格をまとった動物が多く見られるようになった。エディアカラ生物群は、新たに出現した捕食動物に捕食圧を受け絶滅したとも言われている。また環境の激変が起きた可能性への指摘もある。V-C境界も参照。